# Sosthenes của Macedonia
Sosthenes (tiếng Hy Lạp Σωσθένης, mất năm 277 TCN) là một vị tướng người Macedonia và có thể là một vị vua của triều đại Antipatros. Trong suốt triều đại của Lysimachos, ông là thống đốc của ông ta ở Tiểu Á. Sosthenes được quân đội Macedonia tôn lên làm vua, nhưng ông có thể hoặc đã không đã cai trị như một vị vua. Tự xưng là strategos, ông có thể đã từ chối tước hiệu vua bởi vì ông không có dòng máu hoàng tộc. Trong suốt triều đại của mình, ông đã phải đối mặt với những người Galatia xâm lược, Antigonos II Gonatas và các đối thủ khác. Ông đã đánh bại Bolgius, một trong những thủ lĩnh người Galatia xâm lược đầu tiên nhưng ông cũng đã sớm phải đối mặt với một cuộc xâm lược khác của Brennus vào mùa hè năm 279 TCN. Antigonos II Gonatas đã cố gắng xâm chiếm Macedonia từ châu Á vào năm 278 nhưng đã bị đánh bại bởi Sosthenes.